# Екструзія (геологія)

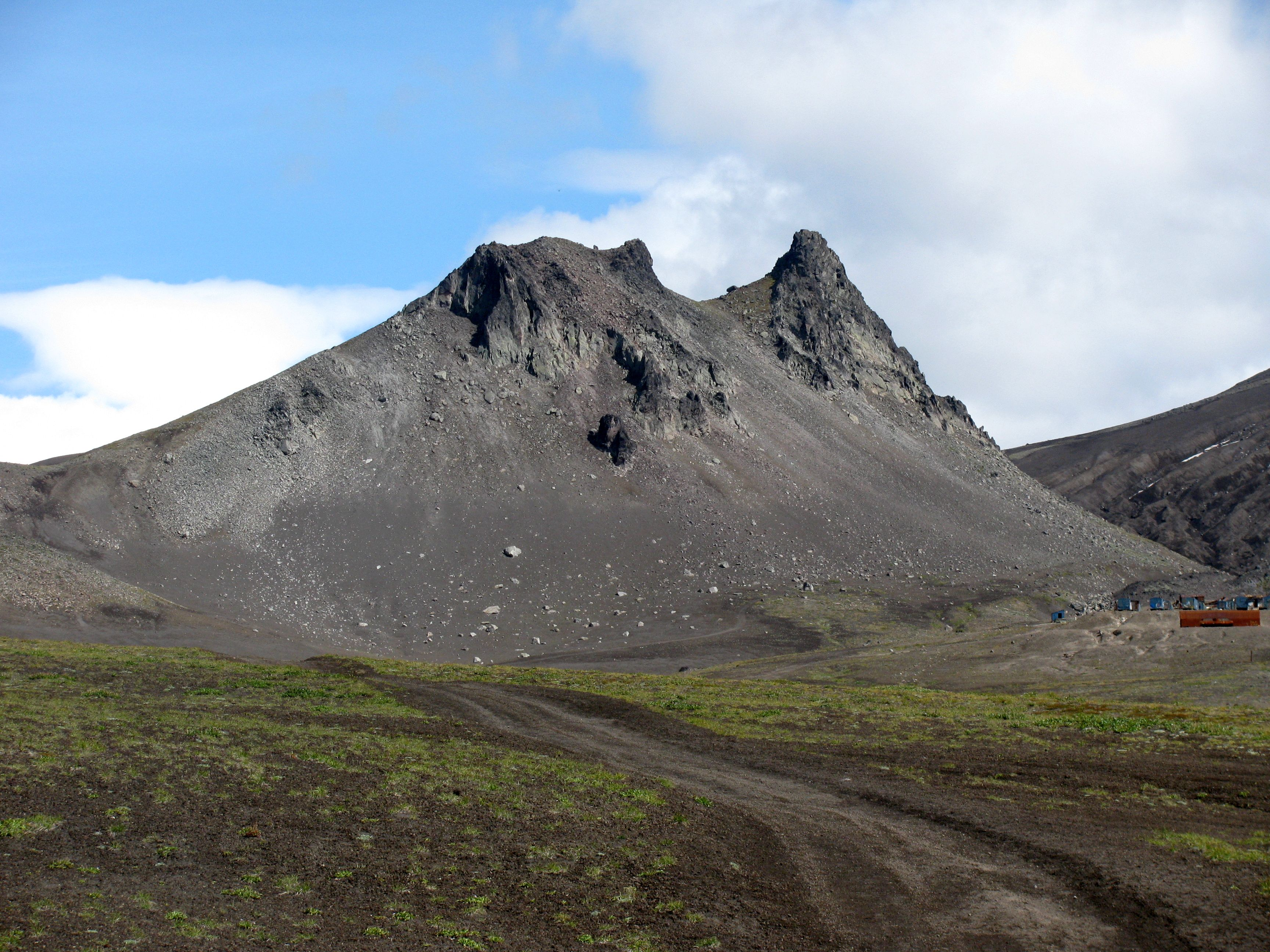
Екструзія "Верблюд" біля підніжжя Авачинської сопки і Корякської сопки, Авачинський перевал. Камчатка.

Екстру́зія (лат. extrudere) — тип вулканічного виверження, при якому в'язка лава (андезитового, дацитового, ріолітового складів) видавлюється або виштовхується на денну поверхню, утворюючи над гирлом вулкана куполи. Синонім - купол вулканічний.
В'язка лава нагромаджується над устям вулкана у вигляді куполів, з яких або близько яких час від часу при сильних вибухах виділяються гази, що дають початок палючим хмарам.

## Характерні ознаки
- Однорідна масивноолавова будова.
- Наявність біля підніжжя потужного шлейфа грубих уламків.
- Існування флюїдальної сугастості.
- Грубоуламкова порфірова структура лав.
- Склад лав, що коливається від андезитів і трахітів до кислих ріолітів.

## Класифікація

### За Williams, 1932
- Пробкоподібні
- Ендогенні
- Екзогенні

### За Влодавець, 1954
- I. Екструзивні куполи (без каналу в тілі купола й кратера)
  - Концентрично-скорлупові
  - Віялоподібні
  - Скелясті
  - Масивні

а) куполи прориву — екструзивні бісмаліти; б) пірамідальні куполи (пітони); в) обеліски.
- II. Екструзивно-ефузивні куполи (з каналом у тілі), серед яких виділяються: колоколоподібні (мамелони), натічні (що перекриваються), натічні з лавовим язиком.

- III. Екструзивно-експлозивні куполи